# Pisces, Aquarius, Capricorn & Jones Ltd.
Pisces, Aquarius, Capricorn & Jones Ltd. è il quarto album in studio del gruppo musicale pop rock statunitense The Monkees, pubblicato nel 1967.

## Tracce
Side 1
1. Salesman (Craig Vincent Smith) - 2:37
2. She Hangs Out (Jeff Barry) - 2:57
3. The Door into Summer (Chip Douglas, Bill Martin) - 2:49
4. Love Is Only Sleeping (Barry Mann, Cynthia Weil) - 2:31
5. Cuddly Toy (Harry Nilsson) - 2:38
6. Words (Tommy Boyce, Bobby Hart) - 2:52

Side 2
1. Hard to Believe (Davy Jones, Kim Capli, Eddie Brick, Charlie Rockett) - 2:37
2. What Am I Doing Hangin' 'Round? (Michael Martin Murphey, Owen Castleman) - 3:09
3. Peter Percival Patterson's Pet Pig Porky (Peter Tork) - 0:27
4. Pleasant Valley Sunday (Gerry Goffin, Carole King) - 3:15
5. Daily Nightly (Michael Nesmith) - 2:33
6. Don't Call on Me (Nesmith, John London) - 2:51
7. Star Collector (Goffin, King) - 4:28

## Classifiche
| Anno | Classifica  | Posizione raggiunta |
| ---- | ----------- | ------------------- |
| 1967 | Stati Uniti | 1                   |